# Хаџи-Проданова пећина
Хаџи Проданова пећина или Природни споменик Хаџи Проданова пећина је простран, хоризонталан, радијално разгранат подземни облик карстног рељефа. Хаџи Проданова пећина је археолошко палеолитско налазиште и споменик природе који се налази у селу Рашчићи недалеко од Ивањице. Ова пећина је станиште за колонију угрожене врсте слепих мишева. Сама пећина и колонија слепих мишева је угрожена радом оближњег каменолома који нема дозволу за рад.
Састоји се из улазног канала, централне дворане и зракасто распоређених бочних канала. Укупна дужина канала износи 420 m. Пећина је станиште велике колоније слепих мишева. Све четири присутне врсте слепих мишева заштићене су Правилником о проглашењу и заштити строго заштићених и заштићених дивљих врста биљака, животиња и гљива. Хаџи-Проданова пећина је добила име по Карађорђевом војводи Хаџи-Продану Глигоријевићу, који је током српског устанка 1814. године, познатог као Хаџи Проданова буна преузео вођство против турске одмазде и у пећину  склањао збегове.
Заштитна ископавања започела су 2003. године поводом намере да се обнови црква Светог архангела Михаила која се налази испред пећине. Приликом радова на уређењу улаза у пећину откривени су остаци праисторијске керамике и плеистоценске фауне. Циљ ископавања био је провера стратиграфског положаја налаза. Ископавања су вршена на површини од 16 m², почетку пећинског ходника и на платоу испред пећине. Истражено је пет хоризоната, у којима су пронађени остаци пећинског медведа, вука, козорога и разних глодара и птица. Већина палеолитских налаза откривана је на платоу испред пећине.

## Географски положај и површина
Пећина се налази у југозападној Србији, у селу Шуме, засеок Рашчићи. Од Ивањице је удаљена 7 km. Површина која је заштићена износи 7 хектара, 12 ари и 47 квадратних метара. Пећина је угрожена радом оближњег приватног каменолома.

## Геолошка грађа
На ширем подручју Споменика природе Хаџи-Проданова пећина присутне су метаморфне стене палеозојске старости, седиментне стене горњокредне старости и кварзарне творевине претежно у виду алувијалних наслага.
Најраспрострањеније стене су филитомикашисти, албит-серицитски шкриљци и серициткси шкриљци старости доњег и средњег карбона.
Кречњаци овог подручја су у спрудном режиму седиментације и могу се издвојити три суперпозициона члана:
- доњи банковити и масивни кречњаци заступљени су на падинама Вратоњског крша и Округлој стени
- услојени лапоровити кречњаци присутни су на подручју Лисе
- горњи банковити и масивни кречњаци откривени су на подручју Лисанске реке и Округле стене[2]

## Спелеоморфолошке карактеристике
Хаџи-Проданова пећина се одликује сложеном морфологијом са више бочних канала у различитим нивоима по чему одговара типу сложене, разгранате пећине. Састоји се из:
- пећинског улаза који се налази у подножју кречњачког одсека Вратњанског крша;
- улазног канала који представља морфолошку целину која се пружа од улаза до сужења испред Централне дворане на дужини од 55 m;
- сужења које се налази на крају улазног канала. На овом месту се сучељавају спољашњих и унутрашњих климатских утицаја;
- централне дворане је главни део односно подземна шупљина дужине 65 m и процењене висине 20 m;
- јужног бочног канала који има полукружни правац кретања.
- источног висећех канала који започиње одсеком висине од 2 m од слојевитог подног травертина у пределу северозападног дела Централне дворане;
- високог канала са кадама који је тешко проходан, а ту су наталожене наслаге сиге у виду салива са одсецима и травертинским кадама по чему је канал добио име;
- дугачке галерије печуркастог изгледа;
- задње дворане која представља композитну морфолошку целину пећине и састоји се з једног проширења 11 m и другог проширења или двпране дужине 41 m.[2]

## Палеолитски налази
Откривено је укупно 16 налаза. У хоризонту 5 откривене су пострушке и артефакти од кварцита, два одбитка и један раменасти стругач. У слоју 2 откривени су горњепалеолитски налази: оруђе са стрмо ретушираним хрптом, оруђе са ретушираним преломом и ретуширане и неретуширане ламеле и одбици, по којима је извршено датовање у граветијен или епиграветијен. У средњопалеолитском слоју откривени су предмети од чистог кварца: мали кристал и пострушка.
Хаџи Проданова пећина представља уз Шалитрену пећину једини граветијенски, односно епиграветијенски локалитет у брдскопланинским областима централног Балкана.